# リチャード・チェイス
リチャード・トレントン・チェイス（英語: Richard Trenton Chase, 1950年5月23日 - 1980年12月26日）は、アメリカ合衆国の無秩序型連続殺人者。被害者を射殺した後、腹を切り裂き、ヨーグルトの容器で血をすくって飲んだ事から、「サクラメントの吸血鬼」との異名をとる。

## 人物
カリフォルニア州サクラメント出身。やや内気な性格だったが、ごく普通の子供だったという。しかし、12歳のころから母親が情緒不安定となり、「浮気をしている」「麻薬をやってる」「私に毒を盛っている」などと夫をなじるようになってから、両親は次第に不仲になり、家庭内で夫婦の諍いが絶えなくなった。やがて本人も居心地の悪さから、おかしくなり、高校へ通う頃になると酒におぼれ、マリファナを常用するようになり、身なりに構わなくなり何日も風呂に入らず悪臭を漂わせて同級生たちを不気味がらせるようになる。
何とか高校を卒業したチェイスは、何度か職を転々とするが長続きせず、大学にも入学するが結局学業も半ばで放棄し、離婚した両親の間を何度も行ったり来たりするようになった。青年期、彼はアルコール使用障害を患っているだけでなく長期にわたり薬物中毒に陥っていた上に、「怒りを抑え込んだことによる精神的問題」から勃起不全にも苦しめられていた。1973年、重度の精神障害を患っていると診断されたが、両親はチェイスを放置した。
1976年、ウサギの内臓を生で食べて中毒症状を起こしたのをきっかけに精神病院に入院。入院中は、「誰かに毒を盛られて以来、血が粉になるために血液を補充している」という理由で動物をかみ殺しては血が付着したままうろつくようになり、周りの者から「ドラキュラ」呼ばわりされた。
誰の目にも精神に異常をきたしていることが明らかで、病院スタッフは皆、チェイスを隔離病棟へ収容すべきと主張したが、主治医は投薬と母親との同居を条件に退院させてしまう。しかし、息子が薬漬けになるのに不安を感じたチェイスの母親は投薬をやめさせてしまった。また、母親は同居を拒み、精神障害者向けの社会保障で週246ドルの家賃補助が受けられたのでアパートに一人暮らしをさせた。それ以来チェイスは、近所のペットの犬や猫をさらっては、内臓をミキサーにかけてコーラで割って飲んでいた。チェイスの母親はそれをとがめるどころか、犬や猫を買う金を工面していた。
1977年8月、チェイスはタホ湖の湖畔で全裸で血まみれの状態で突っ立っているところをパトロール中の保安官に緊急逮捕される。傍に止めてあった車の中からライフルとバケツ一杯分の血液が発見されたため、殺人容疑で捜査が開始されたが、後にその血液は牛のものと判明したため、結局チェイスは厳重注意の末釈放されてしまった。
1977年12月29日、チェイスは22口径のリボルバーを入手し、その足で走行中の車から、庭の手入れをしていた52歳のビジネスマンの男性を射殺する。年が明けた1978年1月23日に22歳の妊婦を射殺し、彼女の腹を裂いて、内臓を引きずり出すとその一部を切り取り、溢れる血をヨーグルトの容器ですくって飲むと、その口に自分の排泄物をねじ込んだ。
チェイスはしばらく鳴りをひそめていたが、1月27日にもある民家に押し入り、そこにいた36歳のシングルマザーと6歳の息子、生後22カ月の甥、彼女の恋人である52歳の男性の4人を殺害して、同じように血を飲んだ。同年1月28日、目撃者からの通報を受けた警察がチェイスを逮捕。警察が踏み込んだ際、アパートの部屋は動物や人間の臓器や血液で完全に汚れきっていた。カレンダーには、44日分もの殺人のスケジュールが組まれていた。
1979年、死刑を宣告される。チェイスと面会したロバート・K・レスラーはチェイスが責任無能力者と考えたが、控訴審ではそのことは争われなかった。
1980年12月26日、独房にて医師から処方されていた抗うつ薬を大量に飲んで死亡。30歳没。

## メディアにおけるチェイス
- 『ランページ/裁かれた狂気』 - 1987年の映画。この映画に登場するシリアルキラーにはチェイスが元になっている箇所がある[3]。